# Либертарианская партия (Швейцария)
Либертариа́нская па́ртия (нем. Libertäre Partei) — швейцарская политическая партия, созданная 18 июня 2014 года как Партия независимости (нем. Unabhängigkeitspartei up!). Она является главным учредителем Международного альянса либертарианских партий. Нынешнее название получила в марте 2021 года.

## История
Либертарианская партия была основана в 2014 году Саймоном Шеррером, Сильваном Амбергом и Брендой Мэдер. Это объявление привлекло довольно широкое внимание средств массовой информации из-за того, что его основательница Бренда была бывшим президентом Молодых либералов. В 2015 году партия основала кантональное отделение в Цюрихе и безуспешно баллотировалась в национальный парламент.
В феврале 2018 года партия снова привлекла широкое внимание из-за появления Саймона Шеррера и Сильвана Амберга на национальной теледебатной Арене за их противодействие федеральным налогам.

## Политические убеждения
Видение партии состоит в том, чтобы свести к минимуму деятельность правительства. Единственной целью правительства должна быть защита жизни, имущества и свободы своих граждан.
Партия уделяет большое внимание своим философским корням, в том числе принципу самообладания и принципу ненападения, и сформулировала эти основы в «меморандуме принципов».
С момента своего создания партия выступает за отмену субсидий (например, для культуры), федерального подоходного налога, налога на пиво, обязательного страхования по старости «AHV», а также за либерализацию миграции и легализацию всех наркотиков.

## Структура
Либертарианская партия управляется национальным советом, который ежегодно избирается его активными членами с правом голоса (так называемый «драйвер»). Совет может создавать местные органы. До сих пор единственная кантональная партия была основана в кантоне Цюрих. Up! действует только в немецкоязычной части Швейцарии, но недавно запустила веб-сайт на французском языке.
Партия несколько раз подтверждала, что будет баллотироваться только в парламент, но воздержится от каких-либо руководящих постов в политике.

## Общественное мнение и критика
Партия была названа «хиппи-версией» швейцарской либеральной партии СДП в связи с ее толерантной позицией по отношению к наркотикам. Швейцарские СМИ называют партию не только «радикальным авангардом», но и «ненавистниками правительства» или «врагами государства».
Часто up! называют «молодой», «маленькой» или даже «микропартией». Некоторые СМИ критикуют, что партия привлекает к себе больше внимания СМИ, чем она того заслуживает, исходя из ее размера и электората.